# Чашелистик

Четырехчленный цветок Ludwigia hyssopifolia, показаны лепестки и чашелистики

Чашели́стик (лат. sepala) — отдельная часть чашечки цветка. Чашечка является наружной частью околоцветника, состоящего из бесплодного (стерильного) внутреннего и внешнего кругов листочков околоцветника, которые, как правило, разделяются на лепестки и чашелистики. Чашелистики, как и лепестки, выполняют защитную функцию и иногда могут частично или полностью отсутствовать.
Чашелистики возникли в процессе эволюции из верховых листьев. Чашелистики сходны с вегетативными листьями, но строение их проще. Состоят из основной паренхимы, часто называемой мезофиллом, которую пронизывают проводящие пучки, покровная ткань — эпидерма. В паренхиме в сочетании с проводящими элементами могут встречаться млечники. Мезофилл чашелистиков состоит из более или менее изодиаметрических клеток, образующих рыхлую тканью Для эпидермы чашелистиков характерны развитие устьиц, трихом, и отложение в стенке клеток кутина.
У большинства растений чашелистики зелёные, благодаря чему фотосинтезируют, и лежат под более выделяющимися лепестками. Когда цветок в бутоне, чашелистики примыкают и защищают более нежную внутреннюю репродуктивную часть цветка — пестики и тычинки. В случае отсутствия венчика чашелистики принимают лепестковидную форму и ярко окрашены (например, у некоторых лютиковых). Иногда они выполняют некоторые другие функции и в соответствии с ними подвергаются различным морфологическим трансформациям.
Количество чашелистиков у цветка определяет классификацию растения: у двудольных их обычно четыре или пять, у однодольных и палеодикотов — три или число, кратное трем.
Существует определённое разнообразие форм чашелистиков среди цветковых. Обычно чашелистики небольшого размера, в виде костры, чешуек, зубчиков или гребешков. В некоторых цветках чашелистики соединяются у основания, образуя кольцо чашечки. Это кольцо также может включать лепестки и место крепления тычинок.
Чашелистики на диаграммах принято изображать килеватыми скобками.